# Santa Llúcia de Taradell
Santa Llúcia de Taradell és una església amb elements gòtics i renaixentistes de Taradell (Osona) protegida com a Bé Cultural d'Interès Local.

## Descripció
Capella d'una sola nau amb l'absis poligonal, orientada de llevant a ponent, és coberta a dues vessants el capcer és coronat amb un campanar d'espadanya amb finestres geminades d'arc de mig punt que ubiquen les campanes. Portal rectangular emmarcat per pilastres decorades tant al basament com als capitells, la llinda és decorada amb inscripcions i motllures. Al damunt s'hi inscriu un carreu i s'hi dibuixa el relleu d'una creu. L'interior és decorat amb un òcul ovalat a l'absis, una finestra amb esplandit a migdia i una altra als seus peus que il·lumina el cor. L'interior és cobert amb dos trams de volta quatripartita als peus, mentre la capçalera és de sis. Els arcs són marcats per nerviacions que descansen damunt de culs de llàntia i els centrals damunt una imposta decorada amb àngels. Al centre de l'arcada les nerviacions s'uneixen amb un medalló. L'església és pintada amb decoracions vegetals i amb àngels. L'estat de conservació és bo.
Al seu interior hi ha la imatge de Santa Llúcia, realitzada al segle xx.

## Història
Capella que fou construïda entre els anys 1574 i 1561, moment d'eufòria a Taradell i en què augmentaven les Fires i la de Santa Llúcia tenia una certa anomenada. D'altra banda, el gremi de paraires i teixidors que tenien a Santa Llúcia com a copatrona de Sant Sebastià, es reunien sovint a susdita capella. El Sr. de Taradell, Don Carles de Cruïlles donà per a la capella les rendes que li proporcionaven les taules de fira. La capella tenia administradors i un santer que captava per ella. A mig segle xix tingué un sacerdot beneficiat creat per la família Vilacís d'Amunt. A la placeta de la capella s'hi continua celebrant la fira el 13 de desembre com a inici del cicle festiu nadalenc i cada any té una major acollida tant dels taradellencs com dels forasters.